# Dolina Dolnej Wisły

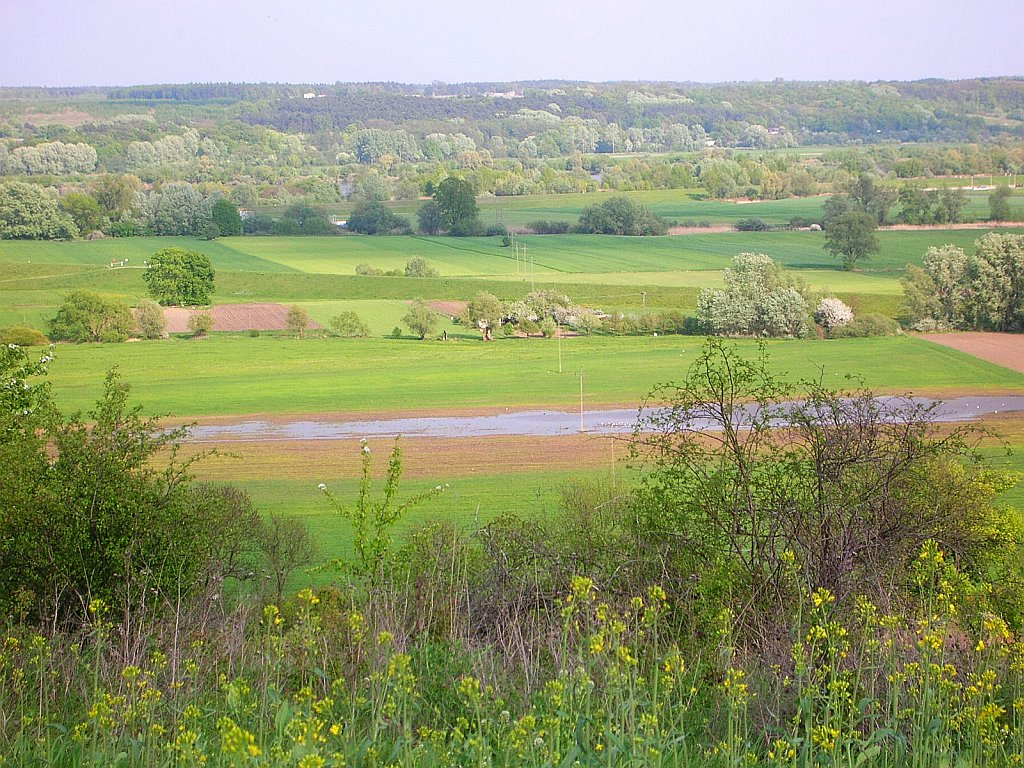
Przełomowa dolina Wisły pod Fordonem

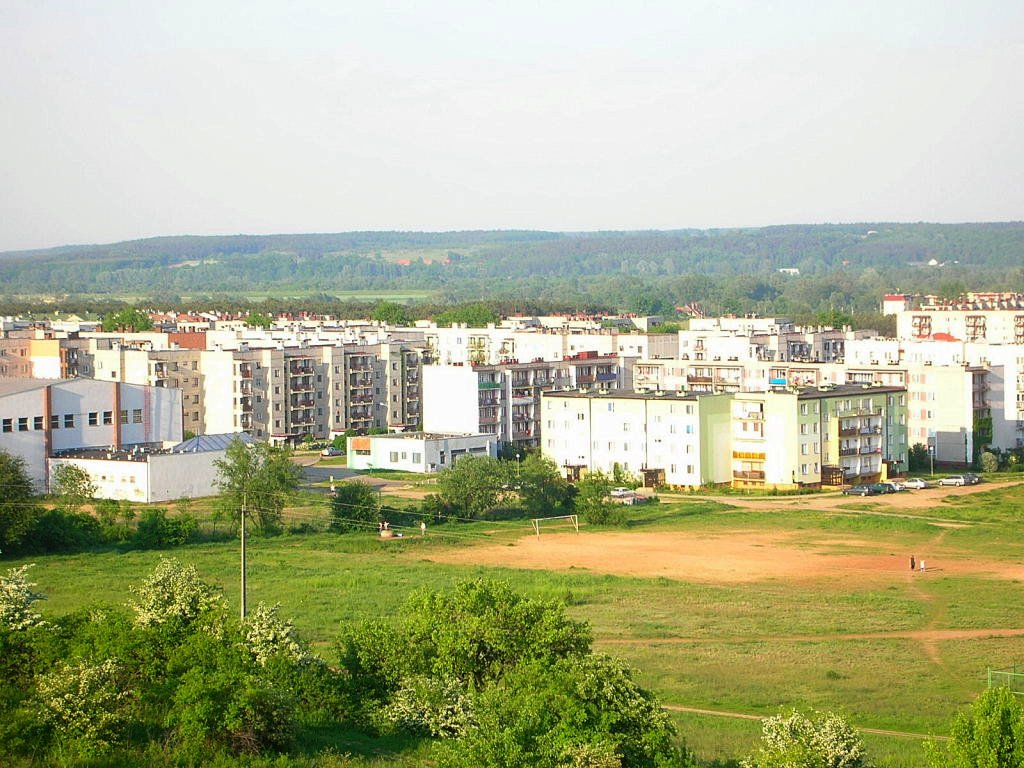
Zabudowa bydgoskiego osiedla Tatrzańskiego na tle zbocza Doliny Fordońskiej

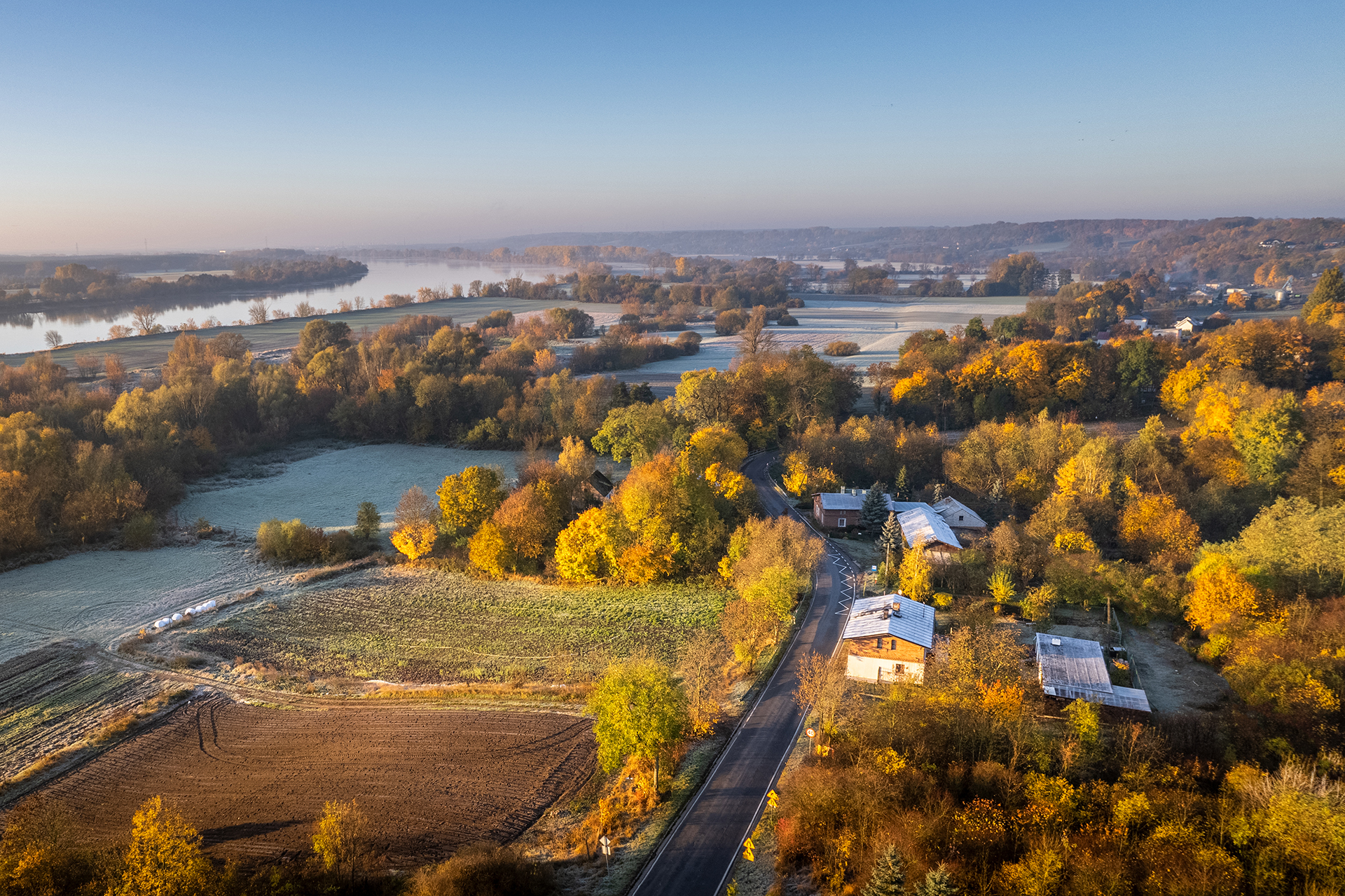
Wisła w Trzęsaczu

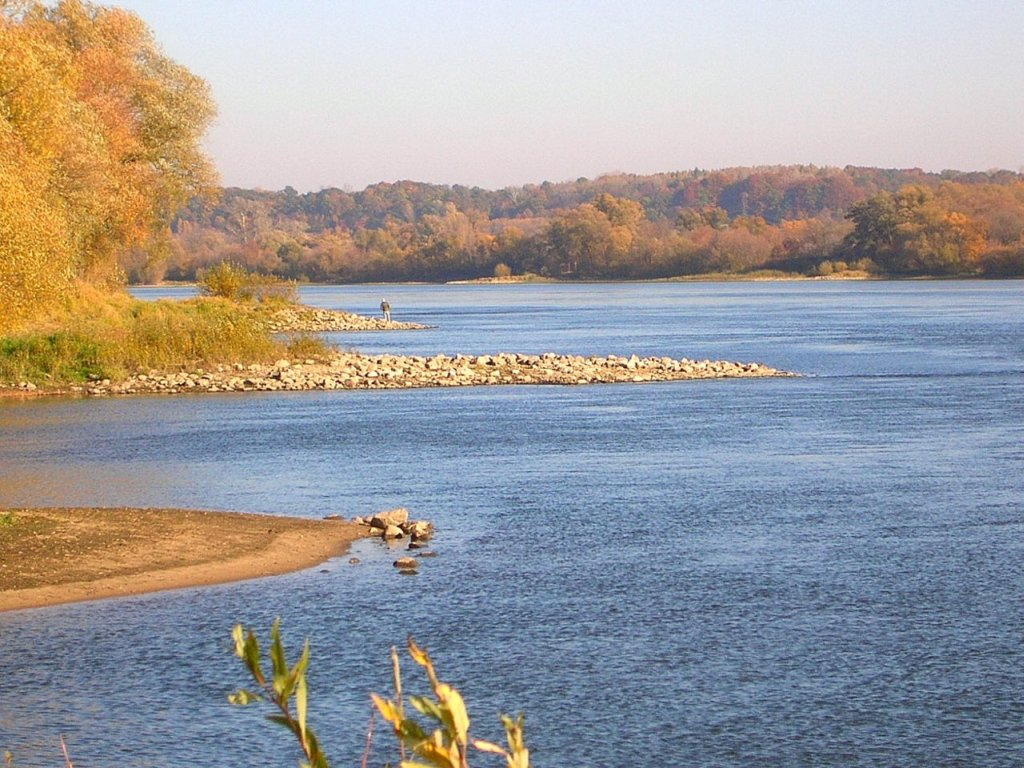
Ostrogi regulacyjne na Wiśle

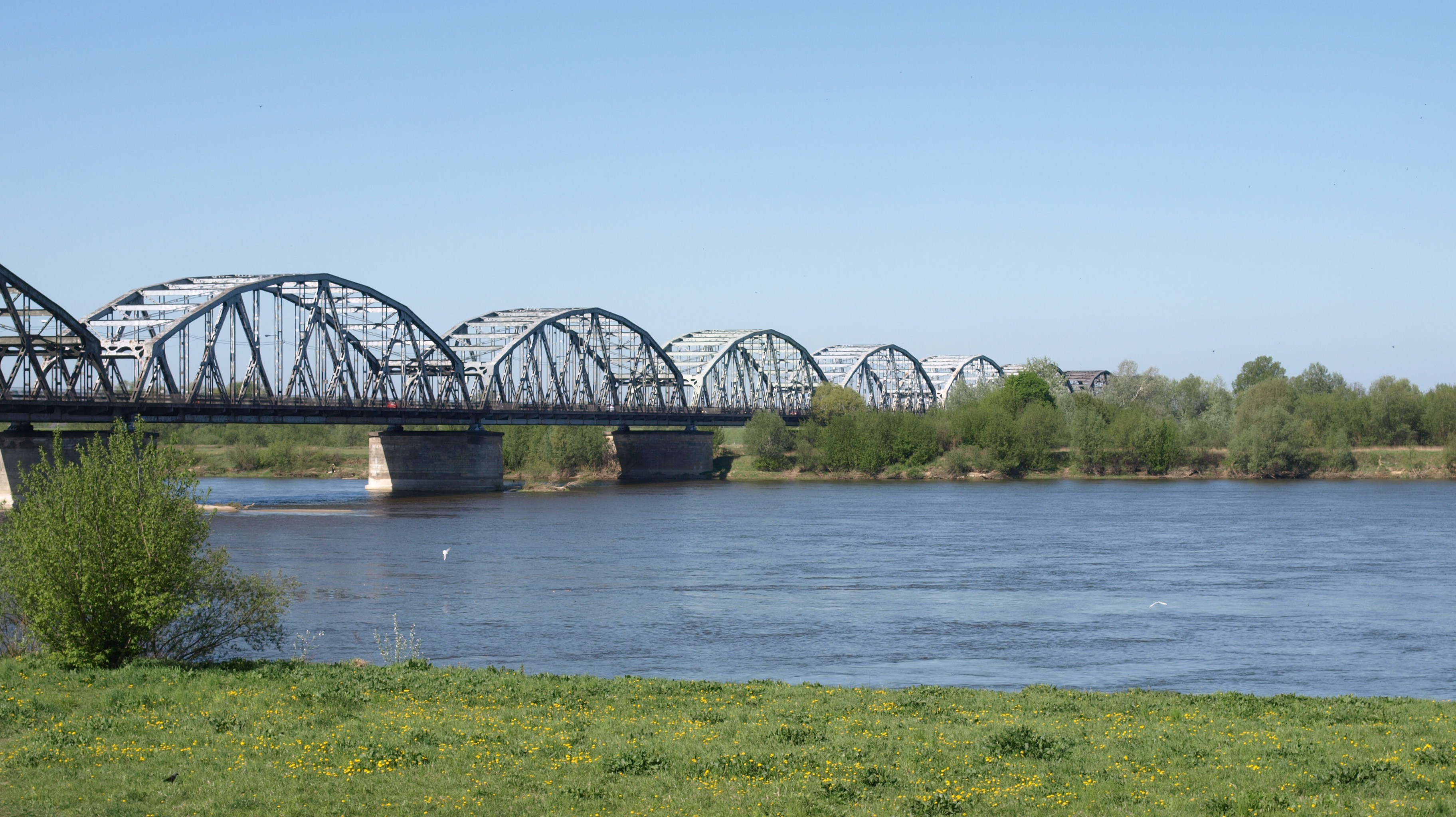
Most przez Wisłę w Grudziądzu

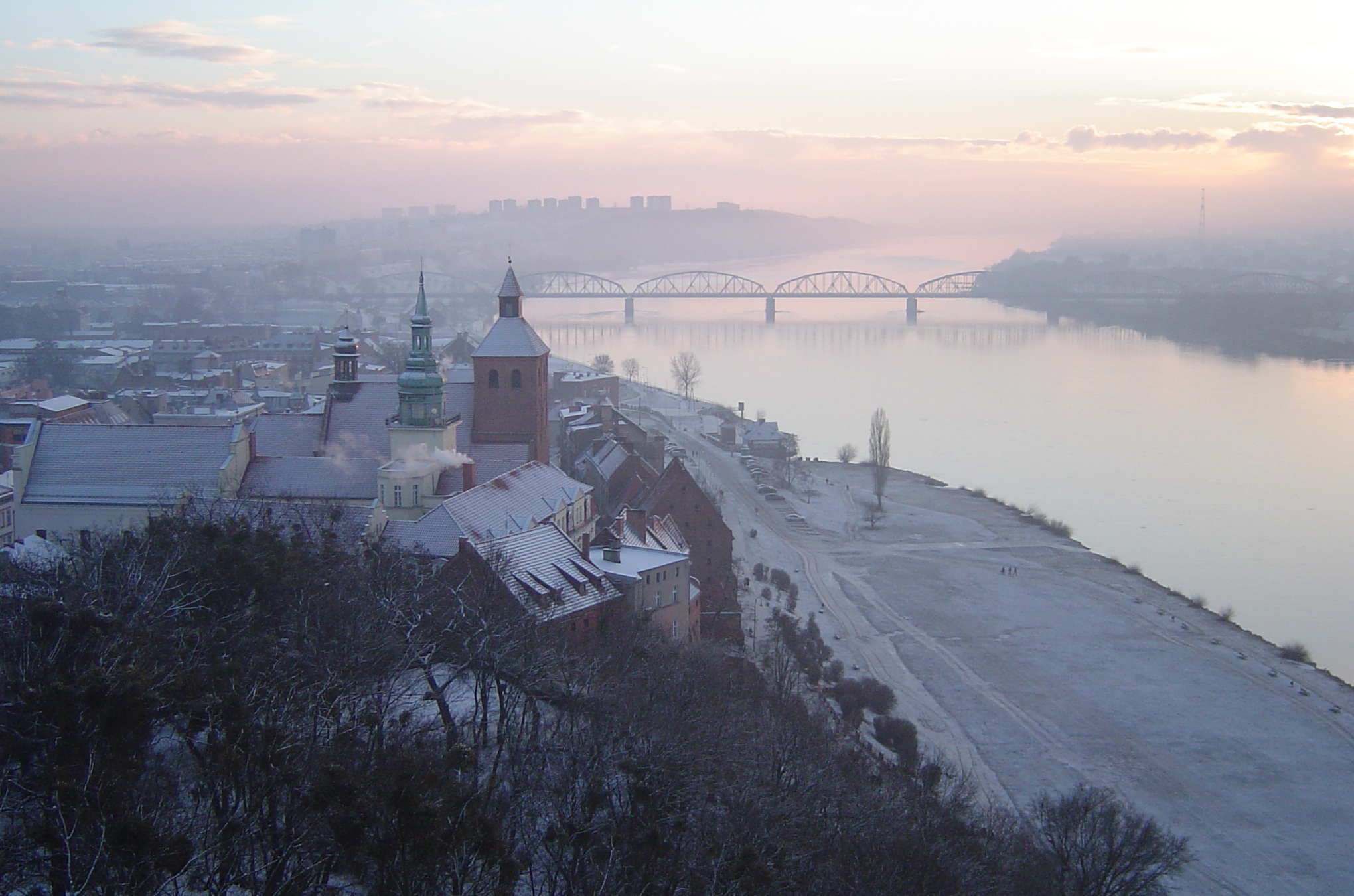
Góra Zamkowa w Grudziądzu

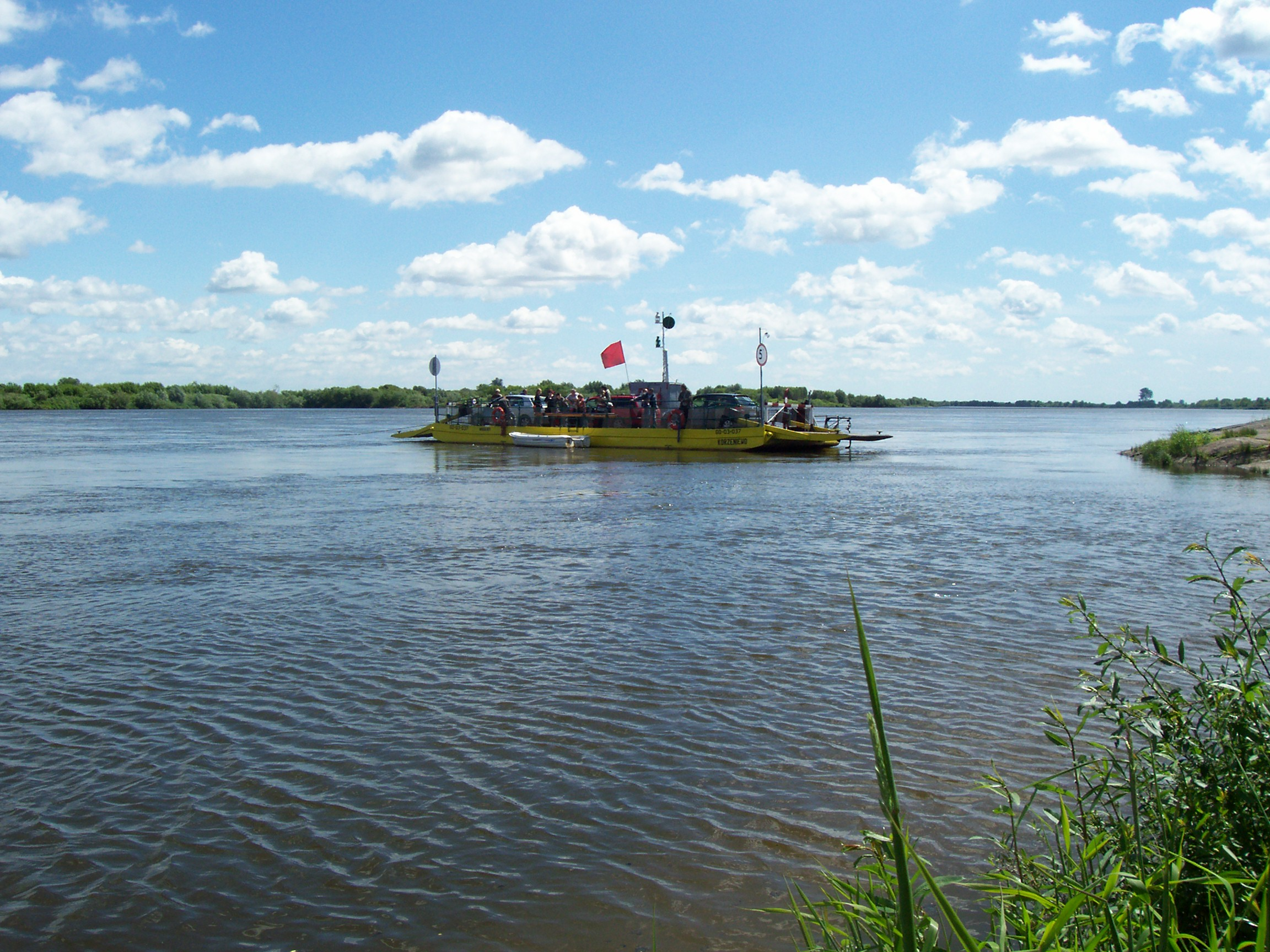
Prom w Gniewie

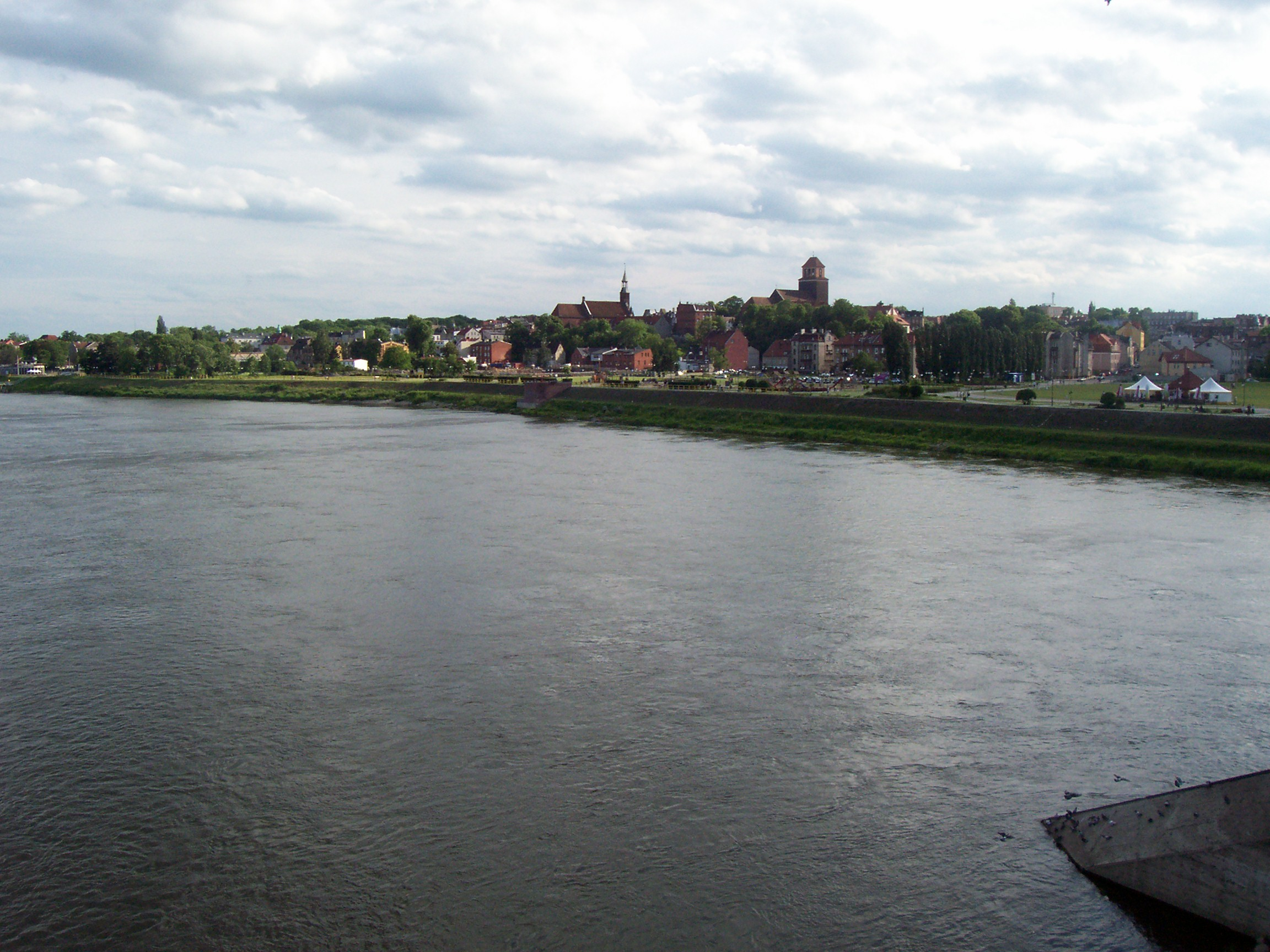
Wisła koło Tczewa

Dolina Dolnej Wisły (314.8) – kraina geograficzna oraz makroregion fizycznogeograficzny w północnej Polsce, obejmujący dolinę Wisły na odcinku od Pradoliny Toruńsko-Eberswaldzkiej w Bydgoszczy do delty w okolicach Gniewu.

## Charakterystyka
Dolina Dolnej Wisły jest w obrębie podprowincji pojezierzy regionem odmiennym genetycznie i krajobrazowo. Szeroka dolina przecina wzniesienia pojezierzy rodzajem przełomu pomiędzy pradoliną Toruńsko-Eberswaldzką a równiną Żuław Wiślanych.
Odpływ wód wiślanych do zagłębienia Zatoki Gdańskiej powstał po wycofaniu się czoła lodowca fazy pomorskiej do zagłębienia bałtyckiego. Wtedy to Prawisła zmieniła kierunek na północny, tworząc w okolicach Bydgoszczy przełom. Przewężenie doliny w rejonie Fordonu jest zaadaptowaną później przez rzekę rynną lodowcową, a poszerzenia doliny – rozległymi obniżeniami wytopiskowymi, w których występowały płaty martwego lodu.
Od Bydgoszczy, gdzie Wisła opuszcza pradolinę, po Gniew, poniżej którego zaczyna się delta, długość doliny wynosi 120 km, a szerokość zmienia się w granicach 3–18  km w kotlinowatych rozszerzeniach. Najmniejsza szerokość dolina osiąga w przełomowym odcinku fordońskim: 3 km, 18 km w rejonie Grudziądza, 8 km koło Kwidzyna, zaś najczęściej spotykana szerokość wynosi 7–9 km.
Zbocza doliny osiągają wysokość względną 50–70 m, a ich nachylenie dochodzi nawet do 50°. Powierzchnie wysoczyznowe przylegające do górnych krawędzi doliny zalegają na zmiennych wysokościach, i tak: w bramie fordońskiej wznoszą się powyżej 90 m n.p.m., a z biegiem doliny ku północy oscylują często w granicach 80–100 m, obniżając się w obszarze wylotów dolin bocznych, gdzie schodzą przeważnie do wysokości 60 m w wyniku wzmożonej denudacji.
Zbocza doliny w rejonie dawnych meandrów rzeki są znacznie wystromione, natomiast pozostałe zbocza ulegały rozczłonkowaniu przez dolinki zboczowe pochodzenia erozyjnego i denudacyjnego oraz poddane były procesom grawitacyjnych ruchów masowych (obrywy, osuwiska, spełzywanie, spłukiwanie).
Średnie zwierciadło Wisły obniża się od 28 m n.p.m. w obszarze Fordonu, 20 m w rejonie Świecia, 18 m w Basenie Grudziądzkim, 9 m na obszarze Gniewa, do 7 m u początku delty na Cyplu Mątowskim.
W południowej części Doliny Dolnej Wisły zachowały się fragmenty systemu tarasowego. Terasy najlepiej zachowały się w Basenie Grudziądzkim, w pełnym dziewięciostopniowym zespole. Na wszystkich z nich, z wyjątkiem terasy zalewowej, wykształciły się wydmy śródlądowe, które osiągają wysokość do kilkunastu metrów.
W skład Doliny Dolnej Wisły wchodzą trzy jednostki morfogenetyczne:
- dno doliny (płaski obszar ukształtowany wylewami Wisły),
- strefa zboczowa,
- wysoczyzna morenowa.

Dno doliny charakteryzuje się płaskim rolniczym krajobrazem, który przecina gęsta sieć kanałów melioracyjnych. W dnie doliny zachowały się również relikty lasów łęgowych, a krajobraz kształtuje linia ziemnych wałów przeciwpowodziowych. W wielu miejscach znajdują się starorzecza. Na północ od Chełmna znajduje się pas śródlądowych wydm.
Strome zbocza DDW w wielu miejscach porasta grąd zboczowy, w skład którego wchodzą m.in.: dąb, grab, klon, lipa, buk. Najbardziej strome zbocza często się obrywają i tworzą pozbawione roślinności osuwiska (np. w okolicach Sartowic). W innych miejscach, wzdłuż zboczy i grzbietów rosną krzewy lub roślinność ciepłolubna (kserotermiczna). Zbocza doliny często przecinają jary i dolinki, które powstały w wyniku wypłukania przez wody wypływające ze źródeł i wysięków. W takich miejscach odnotowano stanowiska skrzypu olbrzymiego.
Strefa zboczowa doliny przechodzi w wysoczyznę morenową, która stanowi płaską lub falistą równinę. Urozmaicają ją doliny i parowy oraz oczka wodne powstałe w wyniku zaniku brył martwego lodu. Strefę zboczową porastają najczęściej mieszane lasy i bory o urozmaiconym charakterze.
Dolinę dzieli się na trzy mezoregiony: Dolinę Fordońską, Kotlinę Grudziądzką i Dolinę Kwidzyńską. W DDW wykształcone są kilkunastokilometrowe rozszerzenia zwane basenami: Unisławski, Świecko-Chełmiński i Grudziądzki oraz przewężenia doliny, m.in. Fordoński Przełom Wisły.

## Historia geologiczna
Obniżenie dolnego Powiśla, w które wcięła się współczesna Dolina Dolnej Wisły, nawiązuje do starszych kopalnych powierzchni geomorfologicznych rozwiniętych na seriach osadowych wieku kredowego, trzeciorzędowego, zlodowacenia południowopolskiego (interglacjał mazowiecki) i zlodowacenia środkowopolskiego (interglacjał eemski).
Obniżenie dolinne z interglacjału eemskiego pokryły osady zlodowacenia bałtyckiego, lecz nie zdołały całkowicie zatrzeć czy zamaskować tego obniżenia. Stworzyło to predyspozycję do przelania się wód z pradoliny na północ po wytopieniu się lodu lodowcowego.
Po wycofaniu lądolodu zlodowacenia bałtyckiego na północ, w obniżeniu dolnej Wisły pozostały masy martwego lodu. Wisła podczas postoju czoła lądolodu wzdłuż strefy marginalnej pomorskiej, płynąca ku zachodowi pradoliną Toruńsko-Eberswaldzką, przeszła w etap bifurkacji w momencie, kiedy dostatecznie głęboko wtopiła się rynna polodowcowa (dolina sandrowa Wdy i Mątawy) założona południkowo na linii Fordon – Chełmno. Zmiana kierunku przepływu wód poniżej Fordonu na północny została zapoczątkowana według R. Galona 12 tys. lat temu, w poziomie dzisiejszej terasy IX Kotliny Toruńskiej. Bifurkacyjny przepływ wód Wisły pod Fordonem polegał na tym, że część wód kierowała się na zachód pradoliną Noteci-Warty ku systemowi Odry, a część na północ ku Bałtykowi. W ten sposób, zdaniem R. Galona wody płynęły w poziomach teras od IX do VI.
Niska baza erozyjna (poziom kształtującego się Morza Bałtyckiego na etapie Jeziora Lodowego i Yoldiowego), spowodowała szybkie wcinanie się przełomowej doliny fordońskiej i ostateczne zaniknięcie odpływu na zachód na rzecz odpływu na północny wschód wprost ku Morzu Bałtyckiemu. Skierowanie się Wisły wyłącznie na północ nastąpiło według R. Galona ok. 11 tys. lat temu.
Gdy Wisła dokonała pod Fordonem przełomu i skierowała swoje wody na północ w obszar Zatoki Gdańskiej, zastała tu już gotowe doliny wód roztopowych, które wykorzystała i przemodelowała. Zaznaczyło się to rozcięciami i średnio trzykrotnym poszerzeniem włączanych odcinków dolinnych z lokalnego układu form odwodnienia do nowego układu, formowanego już przy udziale wód wiślanych.
Po całkowitym roztopieniu lodowca i połączeniu Bałtyku z oceanem (Morze Litorynowe), poziom wód się podwyższył, erozja ustała, a rozpoczęła się akumulacja osadów w dolinie Wisły. Rzeka zaczęła meandrować i tworzyć szerokie poziomy zalewowe. Podczas błądzenia rzeki zakolami po całej szerokości koryta, następowało podcinanie krawędzi i poszerzanie doliny. Nurt przybierał charakter roztokowy i anastomozujący, czyli formę wielu ramion opływających wiślane kępy zbudowane ze zdeponowanego rumowiska rzecznego. Efektem tych procesów jest gruba, sięgająca 18–20 m w Basenie Grudziądzkim, pokrywa aluwialna doliny. Te maksymalne miąższości aluwiów rzecznych znaczą równocześnie najniższy poziom erozyjny doliny kopalnej Wisły powiązanej profilem z położoną 80 m niżej od współczesnej ówczesną bazą erozyjną, którą stanowiło Morze Bałtyckie z okresu Yoldia.

## Historia osadnictwa

### Prehistoria
Pierwsze ślady osadnictwa w DDW pochodzą z czasów prehistorycznych. W okolicach Grudziądza są znane stanowiska z paleolitu, neolitu i epoki brązu; VI i V w. p.n.e. miały miejsce najazdy Scytów, prawdopodobnie przez brody na wysokości Solca Kujawskiego i Fordonu; na przełomie er rozpoczął się okres wpływów rzymskich kultury przeworskiej od południa, a gockiej od północy. W pierwszych wiekach naszej ery wzdłuż górnej Noteci i DDW wiódł szlak bursztynowy, którego istnienie potwierdziły liczne znaleziska archeologiczne.

### Średniowiecze
Na przełomie V i VI w. w okolice DDW zaczęli przybywać Słowianie; prawy brzeg zamieszkiwali Prusowie. W X w. dotarło w rejon dolnej Wisły chrześcijaństwo, czego dowodem są m.in. odnalezione w okolicach Kałdusa fundamenty wczesnoromańskiej bazyliki.
W czasie rozbicia dzielnicowego Pomorze Gdańskie było pod władaniem miejscowego rodu Święców. Pojezierze Chełmińskie należało do Mazowsza i było nękane najazdami Prusów, dlatego książę Konrad I mazowiecki sprowadził w rejon DDW Krzyżaków, którzy podbili nadwiślańskie plemiona.
W 1308 roku zakon krzyżacki dokonał nieprawnego zaboru lewobrzeżnego Pomorza wraz z grodami: Gdańskiem, Tczewem i Świeciem.
W traktacie pokojowym w Kaliszu (1343 r.) sporna ziemia została uznana za wieczystą jałmużnę ofiarowaną zakonowi przez króla polskiego.
Wyrazem znaczenia zaboru Pomorza Gdańskiego dla tworzenia państwa krzyżackiego był fakt przeniesienia w 1309 r. siedziby wielkiego mistrza z Wenecji do Malborka. Budowa zamku krzyżackiego w Malborku, rozpoczęta jeszcze w XIII w., nabrała nowego rozmachu i doprowadziła do powstania całego kompleksu militarno-gospodarczego po obu stronach dolnej Wisły.
W XIV w. rozwinęło się silne państwo krzyżackie, które lokowało w rejonie dolnej Wisły wiele miast. Dzięki temu obszar DDW obfituje w liczne średniowieczne zabytki, takie jak: zamki krzyżackie w Gniewie, Świeciu, Nowem oraz gotyckie kościoły w Chełmnie, Gniewie, Świeciu, Nowem, Grudziądzu. W średniowieczu zbudowano również kompleks katedralno-zamkowy w Kwidzynie.
W XV wieku toczyły się wojny Królestwa Polskiego z zakonem krzyżackim, których celem było utrzymanie kontroli nad ujściem Wisły, która już zaczynała odgrywać rolę drogi wywozowej dla produktów rolnych i leśnych z obszaru ziem polskich.
W wyniku wojny trzynastoletniej Polska odzyskała Pomorze Gdańskie z Gdańskiem, Powiśle z Malborkiem, Sztumem i Dzierzgoniem oraz Elbląg. Zakon krzyżacki został zepchnięty na wschodnie obszary swego państwa, a jego nową stolicą stał się Królewiec. Z miast nadwiślańskich jedynie Kwidzyn pozostał na terytorium krzyżackim, ale jako siedziba biskupa pomezańskiego nie mógł być wykorzystywany bezpośrednio do działań antypolskich w zakresie kontroli żeglugi na Wiśle. Taki układ sił politycznych przy ujściu Wisły przetrwał do 1772 r. mimo licznych wojen i prób zmiany tej sytuacji podejmowanych w XVII w.

### System obronny dolnej Wisły
Zalążkiem systemu obronnego szlaku wiślanego były pierwsze zamki krzyżackie: Chełmno, Kwidzyn i Elbląg. Następnie powstały zamki na lewym brzegu Wisły: w Tczewie i Gniewie.
W XV wieku podstawą systemu były zamki znajdujące się przy ujściach Wisły – w Gdańsku i Elblągu. Były to silne zamki komturskie, których zadaniem była kontrola żeglugi i handlu portowego. Aż do potopu szwedzkiego system obrony Doliny Dolnej Wisły opierał się na zamkach naprzemianległych, które znajdowały się w takich odległościach, że możliwa była między nimi komunikacja optyczna. Łańcuch ten stanowiły: Gniew – Kwidzyn – Nowe – Grudziądz – Świecie. Każdy z zamków posiadał wieżę obserwacyjną, która umożliwiała wizualną komunikację. Druga linia zamków biegła równolegle do Wisły, wzdłuż dróg lądowych po obydwu jej stronach. Po prawej stronie były to warownie: Dzierzgoń, Rogoźno i Radzyń, a po lewej – Sobowidz, Starogard, Osiek i Jasiniec.

### Gospodarcze wykorzystanie dolnej Wisły

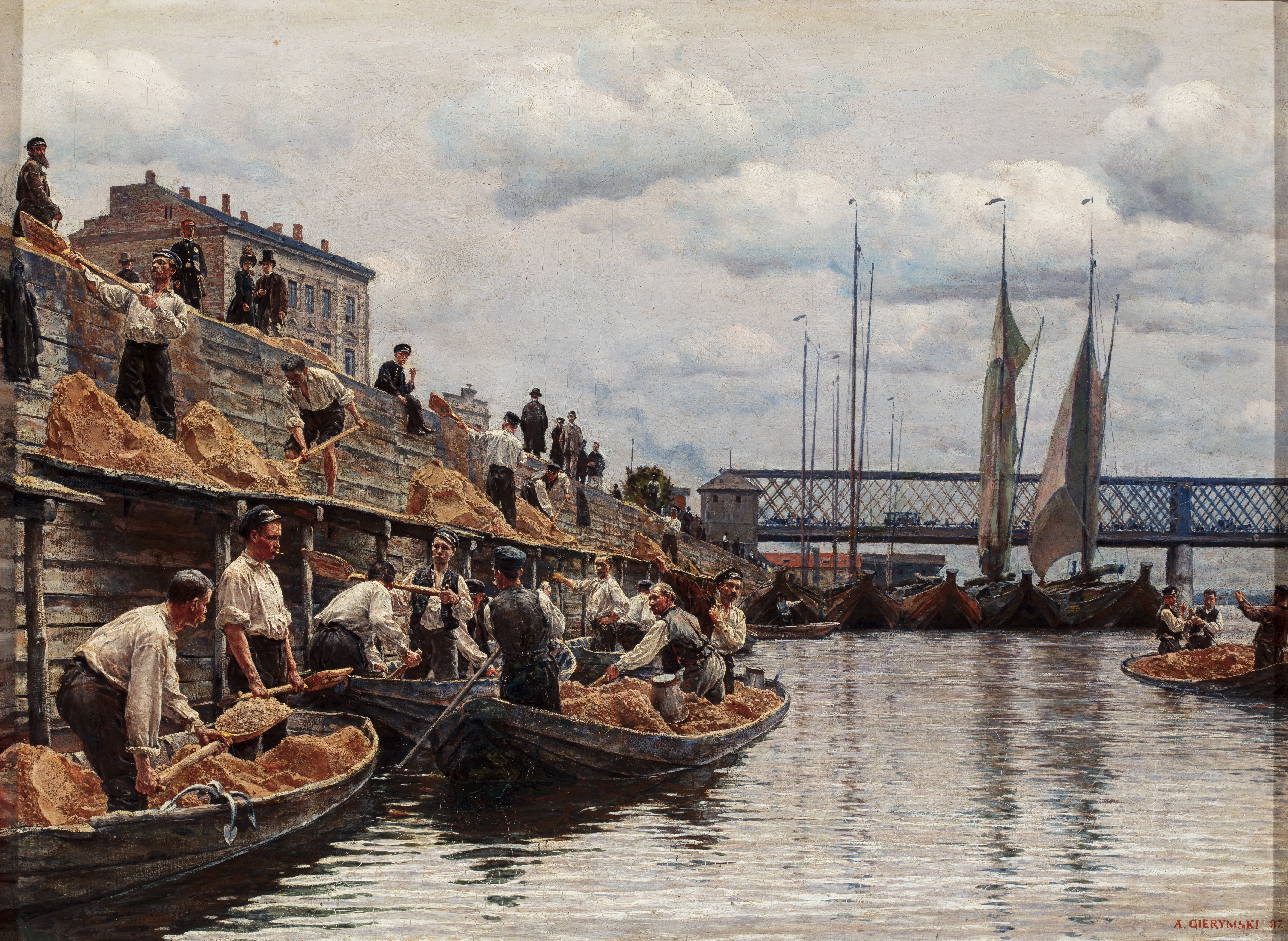
Piaskarze na Wiśle, 1887

Najstarszą formą eksploatacji Wisły było rybołówstwo, które na odcinku dolnej Wisły pojawiło się już w epoce kamiennej. Drugą ważną gałęzią gospodarki nadwiślańskiej była hodowla bydła. Najważniejsze znaczenie posiadała jednak dolna Wisła jako droga wodna. Wszystkie leżące nad nią miasta były ośrodkami portowymi. Handel rzeczny był w XVI-XVII wieku podstawą rozwoju gospodarczego miast w rejonie doliny dolnej Wisły.
Za „złoty okres” transportu wiślanego uznaje się 300 lat kontroli Polski nad ujściem Wisły (1466–1768). Apogeum jej przypada dokładnie w połowie tego okresu dziejowego w 1618 r., kiedy w porcie gdańskim zanotowano najwyższe ilości spławianych dolną Wisłą towarów. Na ten wywóz składało się przede wszystkim zboże (250 tys. ton), a nadto drewno, potaż i inne produkty służące okrętownictwu. Ujście Wisły było w tej epoce podstawowym źródłem zaopatrzenia Europy Zachodniej w te produkty. Wisła była wówczas najważniejszą gospodarczo rzeką świata. Taką liczbę przewozów, jaką notowano na Wiśle w końcu XVI i w pierwszej połowie XVII w. osiągnął np. Ren dopiero w 1830 r., a więc dwa wieki później. W latach 1740–1796 do portu gdańskiego wpływało ok. 1000 statków wiślanych rocznie, z czego blisko połowę stanowiły szkuty, a 20% komięgi.
W obrotach morskich z Gdańskiem dominowali wtedy Holendrzy – w połowie XVII wieku największa potęga morska świata. Ówczesne wpływy holenderskie odbiły się nie tylko w gospodarce, ale także w kulturze i architekturze Gdańska i Pomorza Gdańskiego. Ładunki kierowane dolną Wisłą do Gdańska pochodziły z całego dorzecza rzeki i jej dopływów, aż po Małopolskę, Podole, Wołyń i Ukrainę, a także ze słynących z gospodarki zbożowej regionów: Kujaw i Wielkopolski.
Handel spławny stanowił podstawę ówczesnej zamożności miast nadwiślańskich, gdyż część rynku zbożowego przypadała mieszczanom, którzy zakupywali ten towar od szlachty lub oferowali za stosowną opłatą usługę jego transportu do Gdańska.
Wśród miast położonych wzdłuż dolnej Wisły szczególnie zaktywizowane było kupiectwo Bydgoszczy, Świecia, Gniewu i Grudziądza. Kupcy zbożowi wyróżniali się w Bydgoszczy, Gniewie i Grudziądzu, zaś w Świeciu kupcy drzewni. Szczególnie rozwinął się w owym czasie Grudziądz, będący portem wywozowym dla ziemi chełmińskiej. Bydgoszcz stanowiła natomiast duże centrum handlowe, w którym magazynowano i obracano zbożem pochodzącym z Krajny i Wielkopolski.
O dużej roli, jaką odgrywały miasta nadwiślańskie w handlu spławnym, świadczą po dziś dzień zachowane we fragmentach zespoły spichlerzy, m.in. w Grudziądzu i Bydgoszczy.

### Osadnictwo olęderskie
W XVI wieku na Żuławach Wiślanych zostali osadzeni pierwsi osadnicy holenderscy (olędrzy). Przyczyn migracji można szukać w fakcie, że byli oni mennonitami i uchodzili przed prześladowaniami religijnymi. Z kolei dzięki swej umiejętności budowania tam i osuszania zalanych terenów byli chętnie sprowadzani i osadzani na terenach zalewowych.
W dolinie Wisły pierwsze skupienia osad olęderskich powstały w II połowie XVI wieku na nizinie sartowicko-nowskiej, a z czasem rozprzestrzeniły się na całym obszarze doliny dolnej Wisły. Gospodarka olęderska nastawiona była w dużej mierze na hodowlę; sprowadzano rasowe bydło holenderskie i tuczono woły przeznaczone na rynek gdański. Osadnicy budowali wały przeciwpowodziowe, kanały i rowy melioracyjne, które zachowały się do dziś.

### Wojny szwedzkie
Podobnie jak dla większości miast w północnej Polsce, upadek gospodarczy przyniosły regionowi wojny ze Szwecją w XVII i XVIII w. Wśród szwedzkich priorytetów opanowania wybrzeży Bałtyku na pierwszy plan wysuwał się problem uzyskania kontroli nad portami wywozowymi: Gdańskiem i Elblągiem, w celu zawładnięcia dochodami z handlu wiślanego. Ziemie nad dolną Wisłą były głównym teatrem walk, jakie toczono w czasie wojny 1626–1629, zaś kolejne zniszczenia przyniósł potop szwedzki (1655–1660). Wojny te stały się katastrofą dla gospodarki polskiej i przyczyną wyludnienia kraju.

### Rozbiory Polski
Układ polityczny ustalony po wojnie trzynastoletniej trwał nad dolną Wisłą ponad 300 lat, chociaż w jego otoczeniu następowały istotne zmiany. Zmieniał się stosunek księstwa pruskiego do Polski: na skutek kolejnych faktów politycznych dawny lennik wyzwolił się z zależności i już jako Królestwo Prus zagroził całości ziem polskich.
Już w 1765 r. Fryderyk II ustanowił komorę celną w Kwidzynie i rozpoczął pobieranie od towarów spławianych Wisłą cła w wysokości 10% ich wartości.
W 1772 w I rozbiorze Polski tereny DDW włączono do Prus (z wyjątkiem Gdańska, przyłączonego do Prus w II rozbiorze). Na skutek ustanowionych wysokich ceł, pobieranych w komorze celnej w Fordonie i w Nowym Porcie, polski eksport drogą wiślaną gwałtownie się skurczył. Odcinek dolnej Wisły stał się drogą wodną niższej rangi, a jej porty: Gdańsk i Elbląg, uległy również degradacji.

### Regulacja Wisły
Władze pruskie od początku usiłowały włączyć dolną Wisłę do systemu dróg wodnych państwa pruskiego. Dla Prus Dolina Dolnej Wisły miała stać się pomostem wodnym łączącym dwa historyczne centra Prus: Berlin z Królewcem. Temu celowi służyła między innymi budowa Kanału Bydgoskiego oraz regulacja Noteci, które połączyły wschodnie i zachodnie połacie państwa śródlądową drogą wodną. Prace przy regulacji dolnej Wisły podjęto w 1847 r. od przebudowy węzła wodnego pod Białą Górą i budowy obwałowań w tym rejonie. Dalsze prace wykonywano do końca XIX w., a ich zakończeniem było ustabilizowanie nurtu rzeki na całym odcinku pruskim, przekopanie nowego ujścia Wisły pod Mikoszewem w latach 1889–1895 oraz odcięcie Nogatu, dokonane ostatecznie w latach 1912–1917.

### Rozwój sieci komunikacyjnej
Od połowy XIX wieku władze pruskie rozpoczęły budowę szlaków kolejowych łączących wschodnie i zachodnie prowincje państwa. 12 października 1857 r. otwarto pierwszy most na Wiśle w Tczewie, który umożliwił kolejowe połączenie Królewca z Berlinem, a w skali regionalnej – Prus Wschodnich i Zachodnich. Kolejne mosty na dolnej Wiśle powstały: w 1879 w Grudziądzu i w 1893 w Fordonie. Linie kolejowe Bydgoszcz – Gdańsk z jednej strony i Toruń – Malbork z drugiej uzupełniały komunikacyjną rolę Wisły na jej dolnym odcinku. Dzięki powstaniu tych linii nastąpiło zróżnicowanie rangi miast nadwiślańskich: wzrosło znaczenie Grudziądza, Kwidzyna, Malborka i Tczewa, natomiast takie miasta, jak Gniew, Nowe, Świecie i Chełmno, straciły swoją szansę rozwojową. Późniejsze dowiązywanie tych miasteczek do linii kolejowej było zabiegiem sztucznym i nie dającym większych korzyści. Dopiero rozwój motoryzacji i przeprowadzenie szosy o znaczeniu międzynarodowym przez Gniew, Nowe i Świecie pozwoliły włączyć te miasta do szerszych układów gospodarczych.

### Dzieje w XX w.
Zgodnie z postanowieniami traktatu wersalskiego kończącego I wojnę światową, utworzono na obszarze Gdańska, Żuław i części wyżyn nowy twór polityczny pod nazwą Wolne Miasto Gdańsk. Pozostałe ziemie Pomorza Nadwiślańskiego podzielono między Polskę a Niemcy, przy czym o szczegółowym przebiegu granicy na Powiślu miał zadecydować plebiscyt ludności (11 lipca 1920 r.) Jego wyniki przesądziły o włączeniu Powiśla do Niemiec. Jedynie pięć wsi leżących po prawej stronie Wisły, naprzeciw Gniewa, zostało przyłączonych do Polski. W ten sposób dolina Wisły stała się granicą polityczną między dwoma państwami, a przy Cyplu Mątowskim zbiegały się trzy granice, ponieważ obszar delty Wisły należał do Wolnego Miasta Gdańska.
Budowa nowej linii kolejowej z Bydgoszczy do Gdyni, z pominięciem Gdańska, oraz budowa portu gdyńskiego przyczyniły się do dalszej degradacji drogi wiślanej. Wybudowany tuż przed wojną most kolejowy pod Opaleniem został rozebrany, zyskały natomiast na znaczeniu mosty pod Fordonem i Grudziądzem, ponieważ łączyły ziemie polskie. Most kolejowy w Tczewie stał się jedynym mostem granicznym i stąd jego wielka rola strategiczna i polityczna w całym okresie międzywojennym, aż do kampanii wrześniowej włącznie. Cały bieg rzeki Wisły, od źródeł aż do ujścia znalazł się w granicach państwa polskiego po zakończeniu II wojny światowej w 1945 r.
Obecnie DDW leży na terenie dwu województw: pomorskiego i kujawsko-pomorskiego. Na terenach tego ostatniego utworzono Zespół Parków Krajobrazowych Chełmińskiego i Nadwiślańskiego, którego celem jest ochrona przyrody i walorów krajobrazowych. DDW została również włączona w europejską sieć ekologiczną Natura 2000, której podstawą prawną są dwie dyrektywy o ochronie dzikich ptaków.

## Ochrona przyrody

### Natura 2000
Od 2004 r. Dolina Dolnej Wisły jest częścią obszaru chronionego w sieci Natura 2000 jako obszar specjalnej ochrony ptaków.

### Rezerwaty przyrody w Dolinie Dolnej Wisły

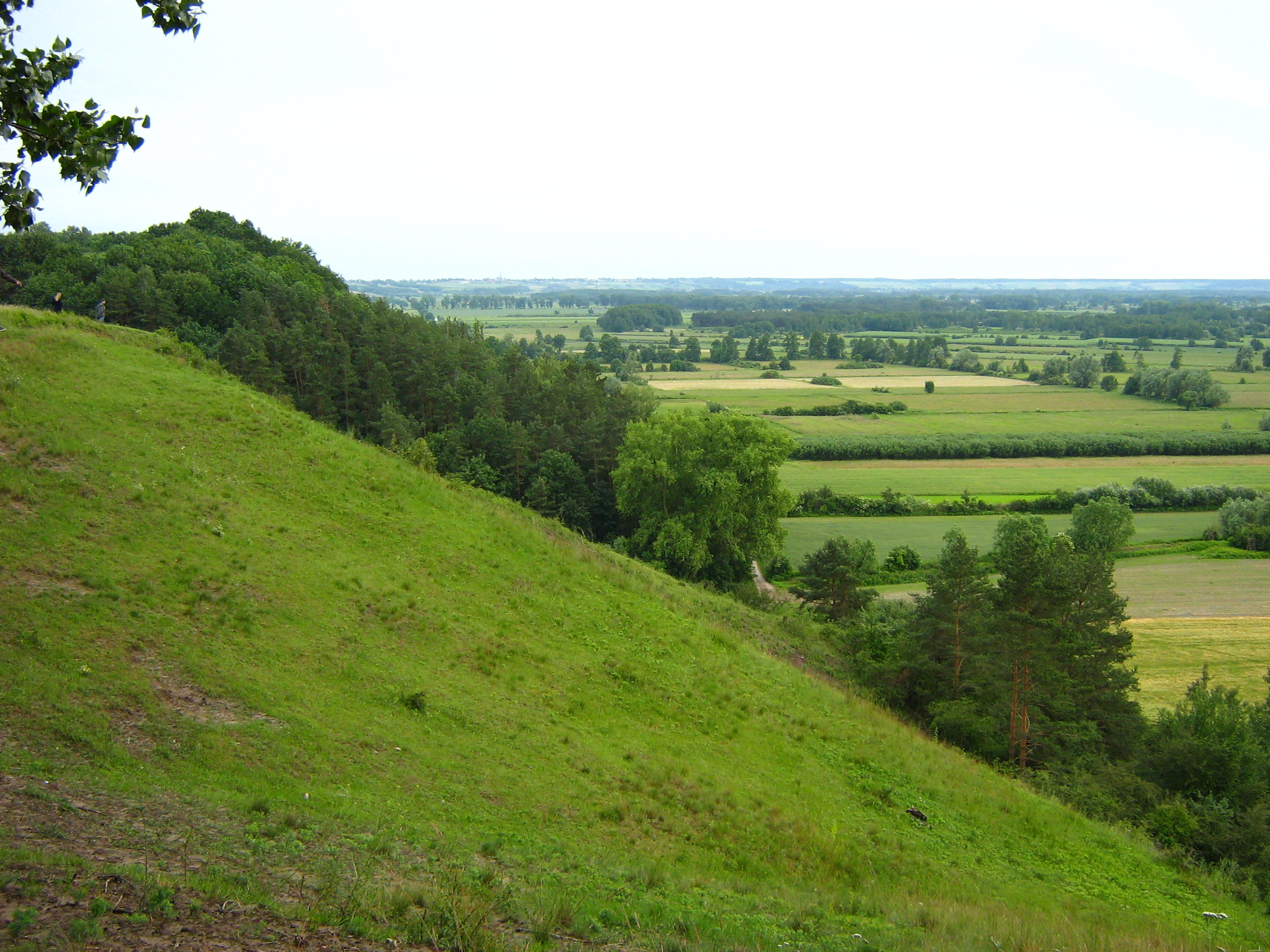
Rezerwat roślinności kserotermicznej Zbocza Płutowskie

- Biała Góra – stepowy, położony na granicy Doliny Dolnej Wisły i delty, na prawym brzegu Wisły, w okolicy miejscowości Biała Góra.
- Góra Św. Wawrzyńca – stepowy, ochroną objęty jest wał obronny dawnego grodziska w Kałdusie koło Chełmna, który porasta roślinność ciepłolubna (kserotermiczna).
- Grabowiec – leśny, położony na północny zachód od Sartowic, utworzony w celu ochrony naturalnego lasu liściastego z przewagą grabu; posiada liczne wąwozy i wzniesienia o dużych walorach krajobrazowych.
- Las Mariański – leśny, położony na północ od Ostromecka, na zboczach poprzecinanych jarami i strumieniami Doliny Dolnej Wisły; chroni grąd zboczowy. W rezerwacie występują liczne źródliska, z których Źródło Marii jest eksploatowane.
- Łęgi na Ostrowiu Panieńskim – leśny, położony na północny wschód od rezerwatu Ostrów Panieński z analogicznym lasem łęgowym.
- Opalenie Dolne – leśny, położony na południe od Gniewu, chroni grąd zboczowy i roślinność ciepłolubną runa leśnego.
- Opalenie Górne – leśny, położony na południe od Gniewu, opodal rezerwatu przyrody Opalenie Dolne; chroni grąd zboczowy i roślinność ciepłolubną runa leśnego.
- Ostnicowe Parowy Gruczna – stepowy, obejmuje fragment zboczy Doliny Dolnej Wisły między Topolinkiem i Grucznem; chroni murawy kserotermiczne z roślinnością ciepłolubną.
- Ostrów Panieński – leśny, położony przy Wiśle koło Chełmna; ochroną objęty jest unikatowy łęg wiązowo-jesionowy.
- Płutowo – leśny, ścisły rezerwat przyrody, w którym ochroną objęty jest grąd subkontynentalny; zajmuje głęboki parów ze strumieniem w okolicach wsi Płutowo.
- Śnieżynka – leśny, obejmuje śródpolny parów z przepływającym przez niego strumykiem; zbocza wąwozu porasta las liściasty.
- Wielka Kępa Ostromecka – leśny, położony na prawym brzegu Wisły naprzeciw Fordonu (dzielnicy Bydgoszczy), chroni dobrze zachowany fragment lasu łęgowego.
- Wiosło Duże – leśno-stepowy, obejmuje fragment zalesionych stromych zboczy Doliny Dolnej Wisły leżących na północ od Nowego.
- Wiosło Małe – leśno-stepowy, położony opodal rezerwatu przyrody Wiosło Duże, obejmuje fragment zalesionych stromych zboczy między Gniewem a Nowem.
- Zbocza Płutowskie – stepowy, założony w celu ochrony roślinności ciepłolubnej (kserotermicznej); położony pomiędzy Starogrodem a Płutowem.

## Turystyka
ważniejszymi zabytkami są:

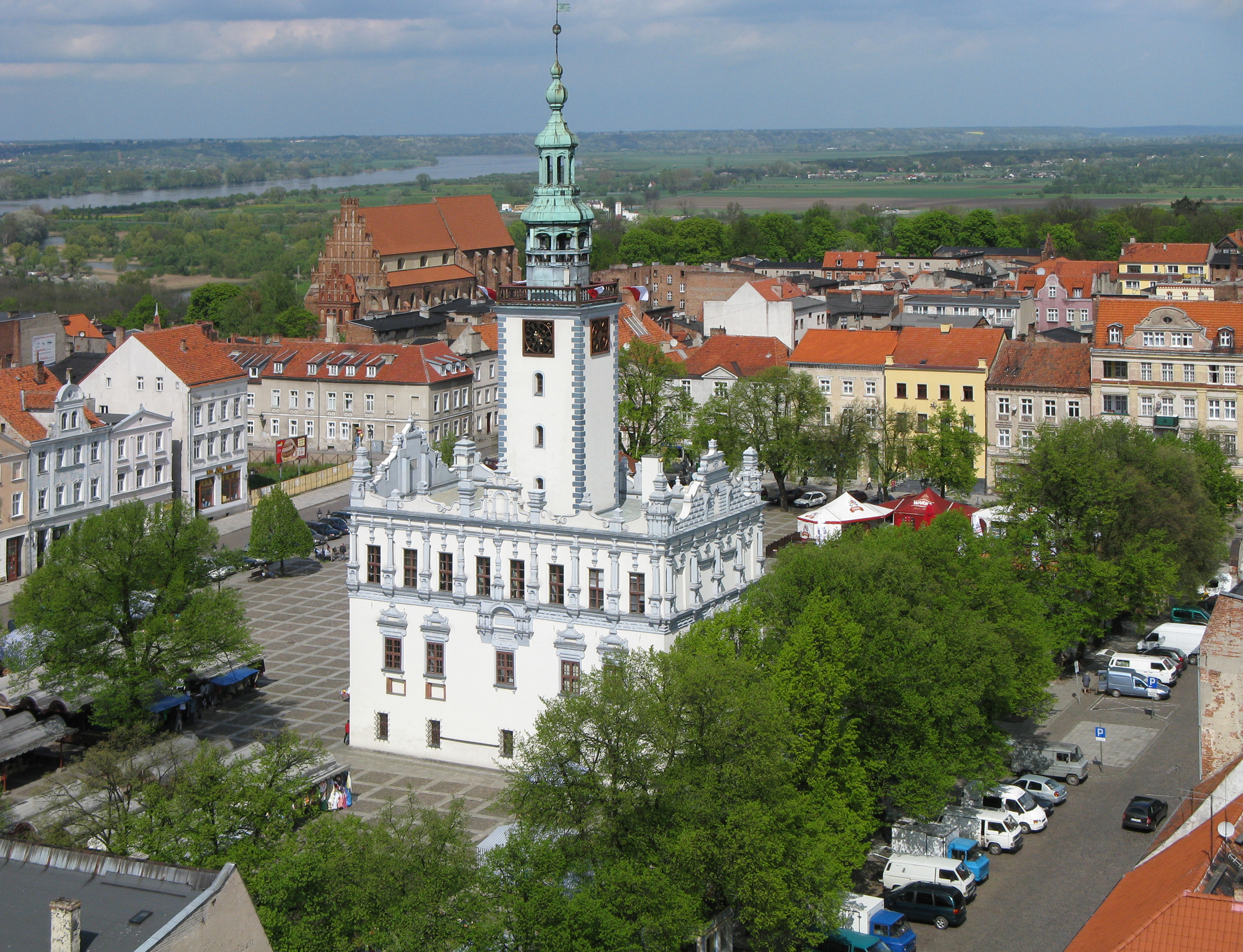
Chełmno nad Wisłą

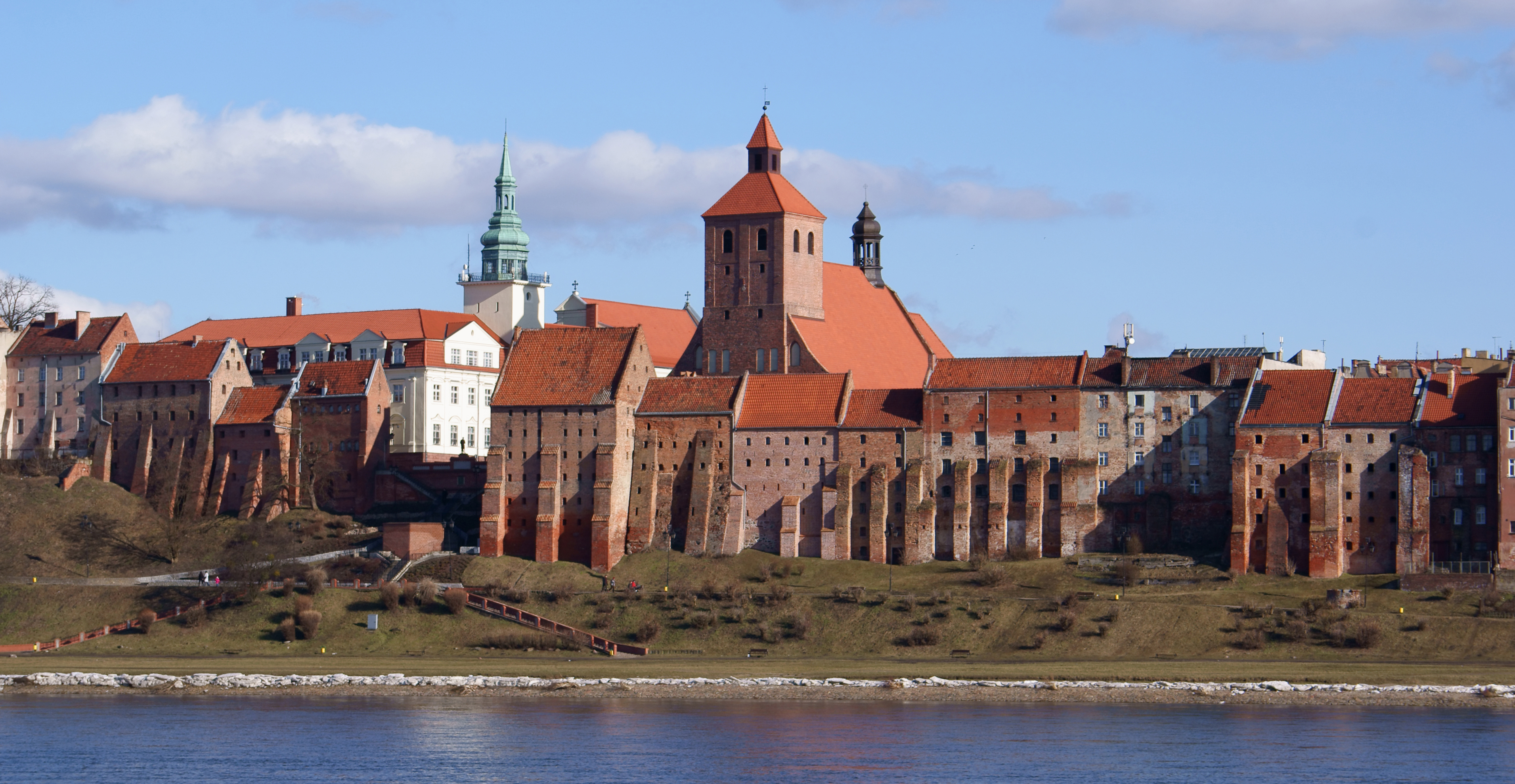
Spichrze nad Wisłą w Grudziądzu

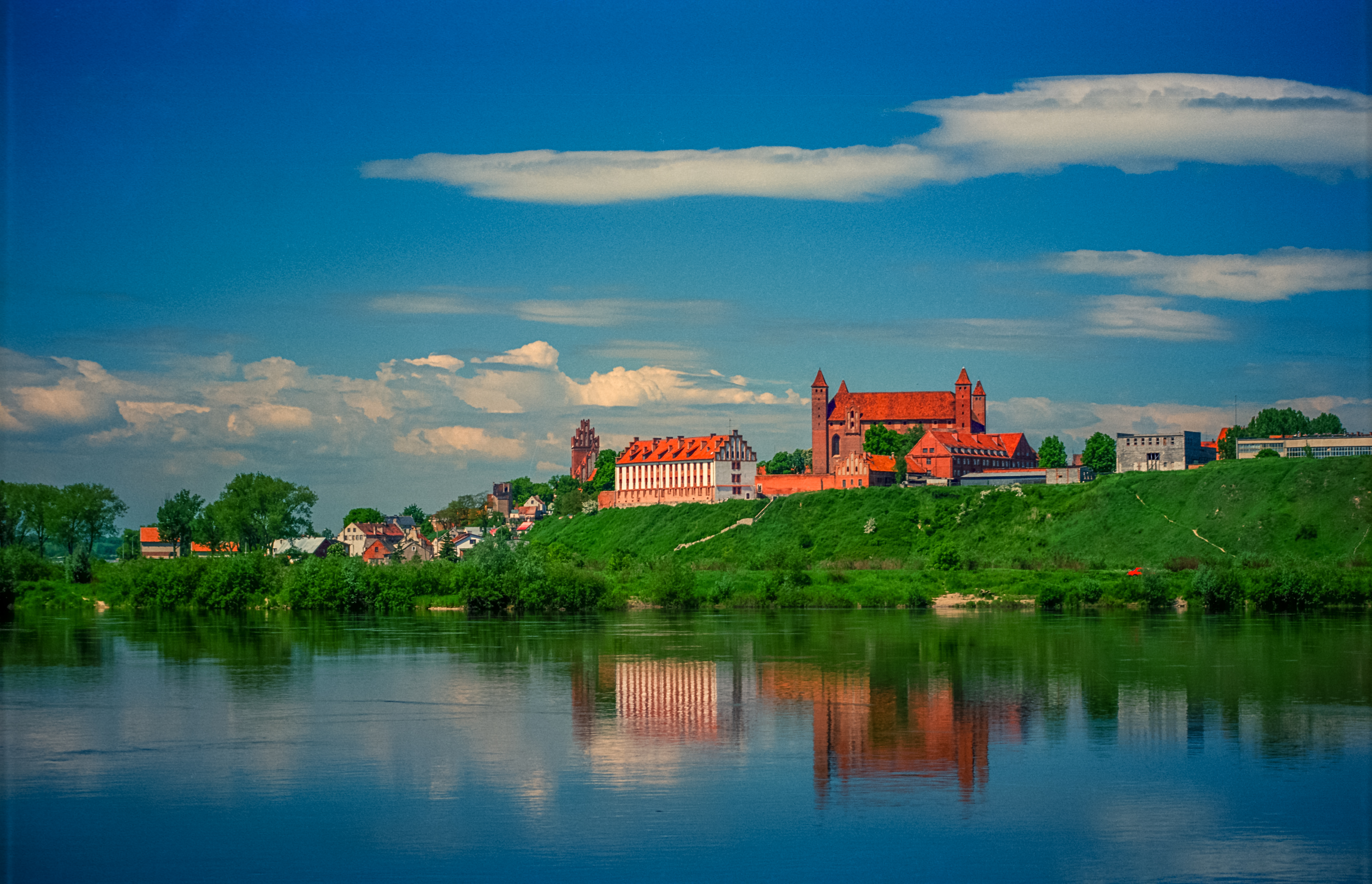
Gniew

- gotycka katedra i zamek kapituły pomezańskiej w Kwidzynie to okazały zespół średniowiecznych budowli obronno-sakralnych;
- zamek krzyżacki w Gniewie, okazały średniowieczny zespół zamkowy;
- zespół parkowo-pałacowy w Ostromecku, w którego skład wchodzi barokowy pałac stary i klasycystyczny pałac nowy;
- zespół zabytków Grudziądza, w skład którego wchodzą: barokowe i gotyckie kościoły, mury miejskie, oraz zespół średniowiecznych spichrzy;
- barokowy kościół w Topolnie;
- pomennonicka chata w Chrystkowie z 1770 r.;
- młyn w Grucznie, w którym mieści się miniskansen i ośrodek muzealny uli prowadzony przez Towarzystwo Przyjaciół Dolnej Wisły;
- barokowy kościół w Starogrodzie;
- zespół zabytków Chełmna, w którego skład wchodzą średniowieczne kościoły, mury miejskie, baszty i bramy oraz zabytki z późniejszego okresu;
- średniowieczne i barokowe zabytki Świecia, w tym zamek krzyżacki, mury miejskie, kościół starofarny, zespół poklasztorny bernardynów;
- zespół parkowy w Sartowicach;
- średniowieczne zabytki Nowego: dwa kościoły, zamek krzyżacki, mury;
- liczne pomennonickie domostwa w miejscowościach: Wielki Lubień, Mątawy, Bratwin, Wielkie Zajączkowo, Mątowskie Pastwiska, Rudniki i inne;
- liczne mennonickie cmentarze.

Tereny DDW są miejscem uprawiania paralotniarstwa, turystyki rowerowej i pieszej. Towarzystwo Przyjaciół Dolnej Wisły we współpracy z Zespołem Parków Krajobrazowych Chełmińskiego i Nadwiślańskiego wytyczyło w 2001, a w 2006 r. odnowiło,  czarny szlak rowerowy po Dolinie Dolnej Wisły: Cierpice – Solec Kujawski – Bydgoszcz – Świecie – Nowe – Gniew – Tczew – Kwidzyn – Grudziądz – Chełmno – Ostromecko – Zamek Bierzgłowski (447 km).
Przez tereny DDW przebiega lub zahacza wiele szlaków rowerowych i pieszych, którymi opiekują się: Regionalny Oddział PTTK „Szlak Brdy”, Miejski Oddział PTTK w Bydgoszczy, Miejski Oddział PTTK w Toruniu, Oddział PTTK w Grudziądzu, Oddział PTTK w Kwidzynie, Pomorskie Porozumienie Oddziałów PTTK w Gdańsku, Bydgoskie Towarzystwo Cyklistów i urzędy gmin.
Atrakcjami turystycznymi na terenie DDW są również obiekty przyrodnicze jak: jaskinia Bajka koło Gądecza, Czarcie Góry i osuwiska sartowickie koło Świecia, liczne starorzecza oraz rezerwaty przyrody.